# Tipspromenad

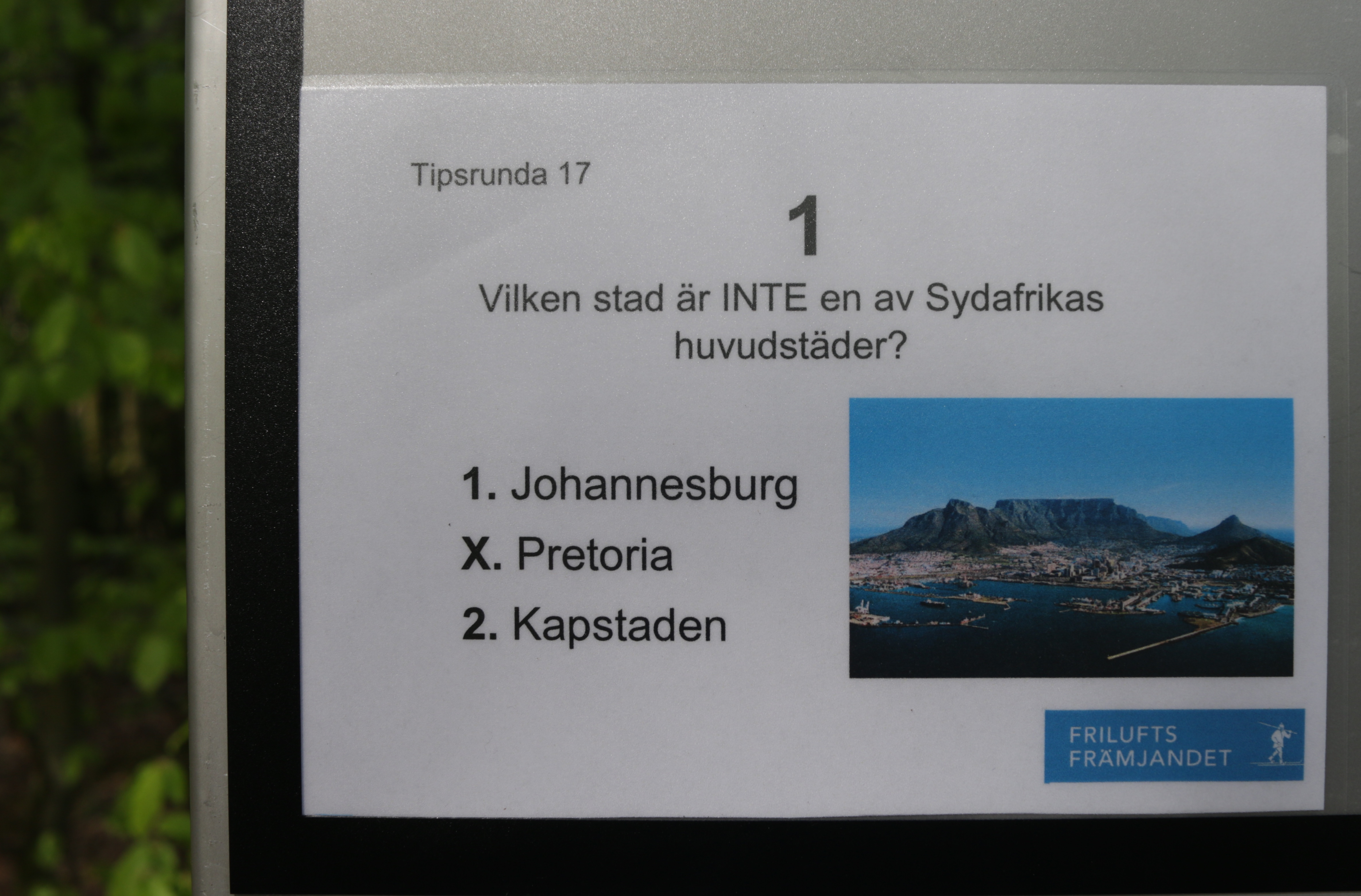
Tipsfråga.

Tipspromenad, även kallad tipsrunda eller poängpromenad, är en tävling där man går en förutbestämd bana i egen takt för att svara på synligt utplacerade frågor (vanligen tolv till antalet), utrustad med ett svarsformulär och en penna. Till varje fråga finns tre svarsalternativ märkta med "1", "X" och "2". På svarsformuläret, som består av en tabell med tre tomma rutor ("1", "X", "2") till varje fråga, besvarar man var och en av frågorna genom att markera det svarsalternativ som man tror eller vet är korrekt. Arrangören eller någon utanför tävlingen räknar ihop hur många rätt varje deltagare har. Vinner gör den som har svarat rätt på flest frågor. Ibland avslutas tipspromenaden med en utslagsfråga (även kallad skiljefråga), en ren gissningsfråga utan svarsalternativ, i syfte att kunna utse en ensam vinnare i tävlingen när flera deltagare har samma slutpoäng efter föregående frågor. Ett exempel på utslagsfråga är att uppskatta antalet bönor i en burk.
Deltagande kan ske i grupp eller individuellt och eftersom det alltid finns möjlighet att gissa sig till rätt svar så krävs inga förkunskaper för att delta, därför passar tipspromenader för nästan alla åldrar. Tipspromenader brukar hållas utomhus, under förutsättning att vädret lämpar sig för utomhusaktiviteter. Om det finns tillräckligt mycket snö på marken så kan man åka längdskidor på tipspromenaden istället för att gå. Ofta finns då skidspår utlagda längs banan. Det finns föreningar som regelbundet anordnar tipspromenader, för exempelvis idrottsföreningar kan det vara ett sätt att dryga ut ekonomin. Tipspromenader förekommer även under diverse evenemang och vid privata tillställningar.
I handeln finns böcker med färdiga tipsfrågor för den som vill anordna en tipspromenad och behöver hjälp på traven.

## Exempel

### Svarsformulär
| Tipspromenad (svarsformulär) | Tipspromenad (svarsformulär) | Tipspromenad (svarsformulär) | Tipspromenad (svarsformulär) |
| ---------------------------- | ---------------------------- | ---------------------------- | ---------------------------- |
| Namn:                        |                              |                              |                              |
| Fråga                        | 1                            | X                            | 2                            |
| 1                            |                              |                              |                              |
| 2                            |                              |                              |                              |
| 3                            |                              |                              |                              |
| 4                            |                              |                              |                              |
| Antal rätt:                  |                              |                              |                              |